# Pavol Hnilica
Pavol Mária Hnilica, SJ (30. března 1921, Uňatín – 8. října 2006, Nové Hrady) byl slovenský římskokatolický biskup a rektor sdružení katolických kněží Opus Sanctorum Angelorum.

## Mládí a studium
Narodil se v rodině chudých rolníků jako nejstarší z osmi dětí. Po skončení povinné školní docházky pracoval jako dělník na stavbě silnic. V letech 1939–1940 navštěvoval měšťanskou školu v Krupině, poté pokračoval na gymnáziu v Klášteře pod Znievom. V roce 1941 vstoupil do jezuitského řádu, v Ružomberku absolvoval povinnou vstupní přípravu na život v řeholi – noviciát. Po jeho skončení v roce 1943 mohl pokračovat na gymnáziu v Klášteře pod Znievom. Maturoval, z důvodu blížícího se přechodu fronty, v Trnavě již v únoru roku 1945. Po maturitě odešel studovat filozofii do Brna a později do Děčína. Na studium teologie se vrátil do Trnavy, odkud ho v dubnu 1950 deportovali do Jasova v důsledku násilného zásahu proti mužským řeholím. Později ho přesunuli do Podolínce a potom do Pezinku. Jelikož měl 9. října 1950 nastoupit vojenskou službu, z Pezinku ho koncem září propustili.

## Kněžské a biskupské svěcení
Ihned po propuštění odcestoval do Rožňavy, protože mu bylo známo, že rožňavský biskup udílí tajná kněžská svěcení. Dne 29. září 1950 ho biskup Róbert Pobožný vysvětil za kněze. Z rozhodnutí řeholních představených byl pak 2. ledna 1951 vysvěcen (rovněž biskupem Pobožným) také biskupem. Hnilica pak tajně světil řeholníky, kteří po zavření klášterů tajně dokončili teologické studium. Vysvětil mj. za biskupa Jana Chryzostoma Korce.

### Andělské dílo
Učení Rakušanky Gabriely Bitterlichové (1896–1978), která založila v roce 1949 sdružení katolických kněží Opus Sanctorum Angelorum (Andělské dílo) našlo v římskokatolické církvi nadšené příznivce i ostré odpůrce. Paul Hnilica, který byl členem a rektorem této kněžské komunity, v roce 1988 prohlásil, že ve spisech Matky Gabriely nalezl znalost struktury komunistických démonů, která se nedá vysvětlit bez nadpřirozeného osvícení. „Als ich die Schriften der Mutter Gabriele gelesen habe, fand ich darin eine so tiefe Kenntnis der inneren geistigen Struktur der kommunistischen Dämonie, wie sie ohne besondere übernatürliche Erleuchtung nicht erklärt werden kann.“

## V Itálii
V roce 1952 tajně přešel hranice a v Římě navštěvoval přednášky na Papežské gregoriánské univerzitě, aby si prohloubil své teologické znalosti.
Během II. Vatikánského koncilu byl zpočátku poradcem, ale když se Pavel VI. rozhodl zveřejnit jeho biskupskou hodnost, účastnil se zasedání jako jeden z otců.
Úzce spolupracoval s Chiarou Lubichovou a její hnutím Fokoláre, a i s matkou Terezou z Kalkaty. V roce 1968 pomohl matce Tereze založit její první dům v Římě a na Slovensku v Čadci (1991).
Dne 24. března 1984 přímo v moskevském Kremlu v chrámu  tajně (během prohlídky) zasvětil celé Rusko Panně Marii (na žádost Panny Marie – poselství z roku 1917 ve Fatimě – a papeže Jana Pavla II.).

## Návrat do vlasti
Z emigrace se vrátil na Slovensko na Vánoce 1989. Po velmi aktivním životě trávil důchod ve svém bytě v Římě v Itálii. Dne 25. března 2004 byla papežem schválena asociace papežského práva „Pro Deo et fratribus – Rodina Panny Marie“, jejímž byl prezidentem. Léto roku 2006 strávil v klášteře Božího Milosrdenství tohoto společenství v jižních Čechách v Nových Hradech, kde v neděli 8. října 2006 zemřel. Byl pohřben 18. října 2006 v kryptě v katedrále Jana Křtitele v Trnavě.